# محمد شكري
محمد شكري (15 يوليو 1935 – 15 نوفمبر 2003) هو كاتب وروائي مغربي، معروف بروايته المشهورة عالميًا الخبز الحافي، والتي تُرجمت إلى أكثر من 39 لغة، والتي وصفها الكاتب المسرحي تينيسي وليامز بأنها: «وثيقة حقيقية لليأس الإنساني، مُحطِمة في تأثيرها».
تميزت كتابته الأدبية بإسقاطها الواقعي لطبقة المجتمع السفلية المسحوقة التي يغلب عليها الفقر، التهميش، البؤس، واليأس. وكذلك عن الأمور التي تُعتبر خطا أحمرا في المجتمعات العربية كالدعارة، العنف الأبوي، واستغلال القاصرين. وذلك من خلال لغة مميزة سلسلة تحوي جوانب هذا العالم المقصي. عُرِفَ شكري بشخصيته المجنونة المدفوعة بالمغامرة والفضول، غير حياته الفوضوية والمليئة بالإبداع الأدبي.

## حياته
ولد محمد شكري في 15 يوليو 1935 في بني شيكر في إقليم الناظور شمال المغرب. ولقد عاش طفولة صعبة وقاسية في قريته الواقعة في سلسلة جبال الريف، ثم في مدينة طنجة التي نزح إليها مع أسرته الفقيرة سنة 1942م. وصل شكري إلى مدينة طنجة ولم يكن يتكلم بعد العربية لأن لغته الأم كانت هي اللغة الأمازيغية(تريفيت)، وعملَ كصبي مقهى وهو دون العاشرة، ثم عمِلَ حمّالاً، فبائع جرائد وماسح أحذية ثم اشتغل بعد ذلك بائعًا للسجائر المهربة. وانتقلت أسرته إلى مدينة تطوان لكن هذا الشاب الأمازيغي سرعان ما عاد وحده إلى طنجة. لم يتعلم شكري القراءة والكتابة إلا وهو ابن العشرين. ففي سنة 1955م قرر الرحيل بعيدًا عن العالم السفلي وواقع التسكع والتهريب والسجون الذي كان غارقًا فيه ودخل المدرسة في مدينة العرائش ثم تخرج بعد ذلك ليشتغل في سلك التعليم. في سنة 1966م نُشِرَت قصته الأولى العنف على الشاطئ في مجلة الآداب اللبنانية. وبعد أن حصل شكري على التقاعد النسبي تفرغ تمامًا للكتابة الأدبية. وتوالت بعد ذلك كتاباته في الظهور. أشتغل محمد شكري في المجال الإذاعي من خلال برامج ثقافية كان يعدها ويقدمها في إذاعة طنجة، وخصوصا في برنامجه الشهير شكري يتحدث. وعاش شكري في طنجة لمدة طويلة ولم يفارقها إلا لفترات زمنية قصيرة. ثم توفي في 15 نوفمبر 2003 بسبب مرض السرطان.
لم يتزوج محمد شكري طوال حياته ومن أقواله ‘لكي أصبح أبا لابن عليّ أن أتزوج. لقد عزفت عن الزواج لأني أخشى أن أمارس على من ألد نفس التسلط والقهر اللذين مورسا عليّ. لهذا أنا أخشى أن يكون لي مولود.. فأنا لا أثق في نفسي‘.

## أدبه
تحفل نصوص محمد شكري بصور الأشياء اليومية وبتفاصيلها الواقعية وتمنحها حيزًا شعريًا واسعًا، على عكس النصوص التي تقوم بإعادة صياغة أفكار أو قيم معينة بأنماط شعرية معينة. شخصيات شكري وفضاءات نصوصه ترتبط ارتباطًا وثيقًا بالمعيش اليومي. ويعتبر شكري «العالم الهامشي» أو «العالم السفلي» قضية للكتابة، فكتاباته تكشف للقارئ عوالم مسكوت عنها، كعالم البغايا والسكارى والمجون والأزقة الهامشية الفقيرة، وتتطرق لموضوعات «محرمة» في الكتابة الأدبية العربية وبخاصة في روايته الخبز الحافي أو الكتاب الملعون كما يسميها محمد شكري. تحتل مدينة طنجة حيزًا هامًا ضمن كتابته، فقد كتب عن وجوهها المنسية وظلمتها وعالمها الهامشي الذي كان ينتمي إليه في يوم من الأيام.

## أبرز أعماله الأدبية
- السيرة الذاتية (3 أجزاء):
- الخبز الحافي (1972 م، ولم تنشر بالعربية حتى سنة 1982 م)، وبسبب هذه الرواية تمت استضافة شكري من طرف بيفو في برنامجه الفرنسي الشهير "أبوستروف".[10]
- الشطار «زمن الأخطاء» (1992 م).
- وجوه.
- مجنون الورد (1979 م)
- الخيمة (1985 م)
- السوق الداخلي (1985 م)
- مسرحية السعادة (1994 م)
- غواية الشحرور الأبيض (1998 م)
- بالإضافة إلى مذكراته مع جان جنيه، بول بولز، وتينيسي وليامز.

## وصلات خارجية
- محمد شكري على موقع أرشيف الشارخ
- محمد شكري على موقع المكتبة المفتوحة (الإنجليزية)